# Greigia pearcei
Greigia pearcei Mez è una pianta della famiglia delle Bromeliacee, endemica  del Cile.